# عملية تارنيغول
عملية تارنيغول (بالعبرية: תרנגול) أي عملية الديك، هي عملية نفذتها القوات الجوية الإسرائيلية ليلة حرب السويس 1956. حيث اعترضت مقاتلة جلوستر ميتيور إسرائيلية (المقاتلة الليلية.13)، طائرة رحلات طراز إليوشين إل-14 تحمل عدداً من كبار أعضاء هيئة الأركان العامة المصرية في طريقها من سوريا إلى مصر ونجحت في إسقاطها فوق مياه البحر المتوسط. كان هدف الإسرائيليين اغتيال وزير الدفاع المصري عبد الحكيم عامر، لكن اتضح لاحقاً أنه لم يكن على متن الطائرة.

## خلفية تاريخية
في 24 أكتوبر 1956، بينما كانت إسرائيل وفرنسا وبريطانيا تستعد لإطلاق عمليتي قادش ومسكيتير، غادر عبد الحكيم عامر، وزير الدفاع ورئيس الأركان المصري، مصر في زيارة للأردن وسوريا. وفي الساعات المبكرة من يوم الأحد، 28 أكتوبر، أي قبل بدء العمليات بيوم واحد، علمت المخابرات الإسرائيلية أن عامر وكل هيئة الأركان العامة المصرية سيغادروا دمشق قريباً إلى القاهرة على متن طائرة إليوشين إل-14. منح ذلك فرصة لإعاقة القيادة العليا في مصر عشية العمليات العسكرية وكُلفّ لسلاح الجو الإسرائيلي بمهمة إسقاط الطائرة.
كانت القوات الجوية الإسرائيلية قد استلمت أول ثلاث طائرات فقط من طراز جلوستر ميتيور، المقاتلة الليلية من النسخة البريطانية البديلة قبل اندلاع حرب السويس بفترة قصيرة. كان السرب 119 المُشكل حديثاً ويشغل قاعدة رمات ديفيد بقيادة الرائد يواش تسيدون، قد توقف من أجل الحملة المقبلة وانفصل سيدون إلى السرب 117 كطيار غلوستر ميتيور دائم. وعلى الرغم من كلاً من تسيدون وملاحه إلياشيف بروش لم يكونا قد تمرنا على الاعتراضات الليلية منذ بداية تدريبهما، إلا أنهما كُلفا بأخذ طائرة غلوستر ميتيور الوحيدة والصالحة للخدمة في السرب 119 لاعتراض طائرة الإليوشن.

## عملية الاعتراض

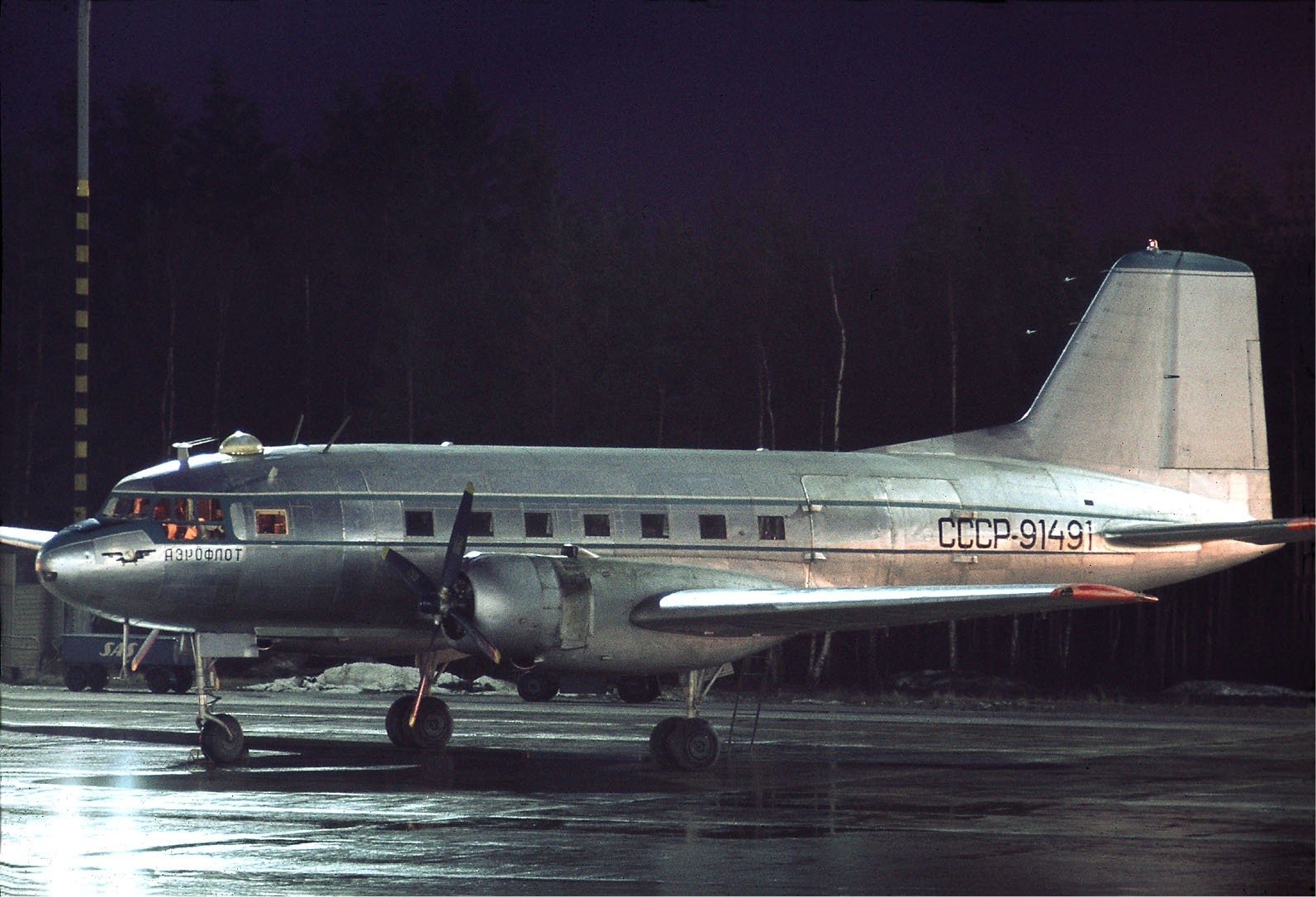
طائرة إليوشين إل-14 مماثلة للطائرة التي أُسقطت

في وقت متأخر من يوم 28 أكتوبر، أي بعد نصف ساعة من مغادرة طائرة الإليوشن لدمشق، انطلق كلا من تسيدون وبروش من قاعدة رمات ديفيد في بطائرتهم ميتيور 52. وقد أقلعا بأقصى حمولة للوقود إضافة إلى خزاني وقود إضافيين، لكن سرعان ما اكتشفا أن الوقود لن يتدفق من خزاني الوقود الإضافيين فتخلصا من كليهما. واتجها غرباً فوق البحر المتوسط، كان تسيدون على بعد 200 كيلومتر (120 ميل) جنوب قبرص عندما التقط رادار الطائرة هدفاً على بعد ثلاثة أميال على ارتفاع 10500 قدم. كان الهدف عبارة عن طائرة تقدم تسيدون فوقها وقد خفف من سرعته ودار حولها، لحساب عدد نوافذها ومحاولاً تتبع شكل ذيلها في ليلة حالكة السواد. وقد تعرف عليها بوضوح بأنها من طراز إليوشين إل-14، اقترب تسيدون من جانبها وتطلع إلى الداخل. ولدى اكتشافه رجالاً في زي عسكري، تأكد من أنه قد حدد الهدف الصحيح.
بعد تحديد هوية الطائرة إيجابياً، أذن قائد سلاح الجو الإسرائيلي دان تولكوفسكي لتسيدون عبر الراديو بإسقاطها. وبالرغم من أن سرعة القصوى للميتيور تبلغ حوالي 414 كيلومتر في الساعة (257 ميل في الساعة)، فقد كانت الطائرة الإليوشن تحلق بسرعة تقترب بالكاد من السرعة الحرجة للميتيور. التف تسيدون خلف الإليوشن وفتح النار، لكن مدافعه كانت مسلحة بطلقات تتبع، أعماه توهجها مؤقتاً عن رؤية الهدف. وواحداً من مدافعه كان عالقاً، وبسبب انطلاق نيران مدفعي جناح الطائرة اليسار مقابل نيران مدفع واحد فقط على الجناح الأ يمن، دخلت الطائرة البطيئة في انهيار حلزوني ناحية اليسار.
تمكن تسيدون من استعادة السيطرة على الميتيور وأقترب من هدفه مرة أخرى. كانت طلقاته الأولي قد أدت إلى إتلاف المحرك الأيسر للطائرة وتسببت في انقطاع الكهرباء، حيث لم تكن الأضواء ظاهرة، لكن الطائرة الإليوشن كانت لا تزال تحلق. وعندما هاجم تسيدون ثانيةً، خفض رفرف جناحيه وصوب على طرف الجناح الأيمن للإليوشن وأصاب هيكلها بينما انعرجت الميتيور مرة أخرى إلى اليسار. تناثرت الطائرة الإليوشن «في كرة نارية ضخمة» ودخلت كلتا الطائرتين في انهيار حلزوني خارج السيطرة. لكن تسيدون استعاد السيطرة على الميتيور على ارتفاع 1000 قدم، فقط ليشاهد الإليوشن المحترقة تتحطم وهي تضرب المياه.
وعلى ارتفاع يصل إلى 15000 قدم، اكتشف تسيدون أنه يعاني من نقص خطير في الوقود. فتوجه إلى أقرب قاعدة جوية تابعة للقوات الجوية الإسرائيلية وبمجرد هبوطه في قاعدة حتسور، اشتعلت محركاته عندما حط على المدرج.

## تداعيات العملية
قُتل 16 ضابطاً وصحفياً مصرياً إضافة إلى اثنان يُشكلا الطاقم على متن الطائرة الإليوشن. لكن تقرير الاستخبارات العاجل أفاد أن المارشال عامر لم يكن موجوداً على متن الطائرة المنكوبة. كان عامر قد غير برنامجه وبقي في دمشق، ثم غادر العاصمة السورية على متن طائرة أخرى. فكرت القوات الجوية الإسرائيلية في اعتراض الطائرة الثانية وإسقاطها أيضاً، ولكنها عدلت عنها خوفاً من تعريض مصادر الاستخبارات الإسرائيلية للخطر.
وقد سقطت الطائرة الإليوشين إيل-14 دون أن تُعلن إسرائيل مسؤليتها عن الهجوم. وسرعان ما قدمت مصر طلباً إلى بريطانيا على أساس إنساني تطلب فيه المساعدة في البحث عن الطائرة المفقودة، أطلق كلا من البريطانيين والمصريين عمليات بحث، حيث جابت الطائرات البحر المتوسط بحثاً عن الطائرة لعدة أيام. كما نقل البريطانيون طلب المساعدة إلى إسرائيل وانضمت البحرية الإسرائيلية، التي لم تكن على علم بالعملية، إلى عملية البحث. رصدت القوات الجوية الإسرائيلية أسطول البحث. ونظراً لأن المشاركين فقط وعدد قليل من الضباط رفيعي المستوى في القوات الجوية كانوا على دراية بالمهمة، فقد افترضوا أن الأسطول كان معادياً وأرسلوا طلب إلى القيادة العليا لإخطار البحرية الإسرائيلية بالاشتباك مع أسطول البحث، لكن طلبهم رُفض.
ظلت عملية تارنيغول في طي الكتمان لمدة 32 عاماً ولم يُنشر عنها علانية إلا في يناير 1989 كانت هذه العملية أول انتصار جوي للسرب 119 وآخر انتصار لغلوستر ميتيور العاملة في سلاح الجو الإسرائيلي.

## الجانب الأخلاقي للعملية
نفذت إسرائيل هذه العملية كعمل عدائي دون إعلانها الحرب على مصر، كما أنها لم تسمح بالنشر عنها إلا في عام 1989 بعد توقيع اتفاقية كامب ديفيد مع مصر في 1978 بأحد عشر عاماً، لم تقدم إسرائيل اعتذاراً أو أي تعويضات لأسر الضحايا الأبرياء يرجع ذلك إلى تغاضي القيادة السياسية في مصر عن الاهتمام بهذا الأمر أو حتى الإفصاح عنه في الإعلام المصري[بحاجة لمصدر].